# Firefox Sync
Firefox Sync（ファイアフォックス シンク）は、ウェブブラウザ Mozilla Firefox、Firefox for Mobileの機能の一つである。拡張機能としてMozillaにより開発・提供されていたものがFirefox 4から標準の機能として取り込まれた。
拡張機能として提供されていたFirefox Syncはすでに配布を終了している。

## 概要
ブラウザのブックマークや閲覧履歴、保存されているパスワード、タブ、各種設定を複数のFirefoxで同期することができる。データが消えた際の簡易バックアップとしての利用も可能となっている。
これらのデータは既定ではMozillaのサーバーに保存されるが暗号化されるため第三者はもちろんMozillaにも閲覧はできない。
Syncで同期されるもの
- ブックマーク
- 開いているタブ
- ログイン情報
- 履歴
- アドオン
- 一部の設定

## Firefox Home
Firefox HomeはFirefox Syncサーバーに保存されているデータにアクセスするためのiPhone、iPod touch用のアプリである。Firefox Homeはブラウザではないが、内蔵のWebKitビューワで開くかSafariで開くかを選択できる。
Mozillaは2012年8月をもってFirefox Homeの開発と提供を停止し、ソースコードを公開した。

## Sync Server
MozillaはFirefox Syncの利用に必要な同期サーバーを提供しており、同期データも自社内に置いておきたいユーザーはそれを利用できる 。
Firefox 29からは、Firefox Accountsを使用する『新しいFirefox Sync』になった。
Firefoxアカウントを使用しない旧Firefox Syncは、2015年9月30日に終了する。

## Firefox Syncをサポートするサードパーティーソフトウェア
- iLunascape
- Mercuryウェブブラウザ